# Nephthys
Nephthys är ett släkte av ringmaskar. Nephthys ingår i familjen Nephtyidae.
Kladogram enligt Catalogue of Life:
| Nephthys | \| \| Nephthys glossophylla \| \| \| \| \| \| Nephthys laciniosa \| \| \| \| \| \| Nephthys lactea \| \| \| \| \| \| Nephthys longipes \| \| \| \| \| \| Nephthys modesta \| \| \| \| |
|          | \| \| Nephthys glossophylla \| \| \| \| \| \| Nephthys laciniosa \| \| \| \| \| \| Nephthys lactea \| \| \| \| \| \| Nephthys longipes \| \| \| \| \| \| Nephthys modesta \| \| \| \| |
|          | Aglaophamus |
|          | |
|          | Dentinephtys |
|          | |
|          | Inermonephtys |
|          | |
|          | Micronephthys |
|          | |
|          | Micronephtys |
|          | |
|          | Nephtys |
|          | |
|          | Nephthys glossophylla |
|          | |
|          | Nephthys laciniosa |
|          | |
|          | Nephthys lactea |
|          | |
|          | Nephthys longipes |
|          | |
|          | Nephthys modesta |
|          | |

|  | Nephthys glossophylla |
|  |                       |
|  | Nephthys laciniosa    |
|  |                       |
|  | Nephthys lactea       |
|  |                       |
|  | Nephthys longipes     |
|  |                       |
|  | Nephthys modesta      |
|  |                       |

## Bildgalleri

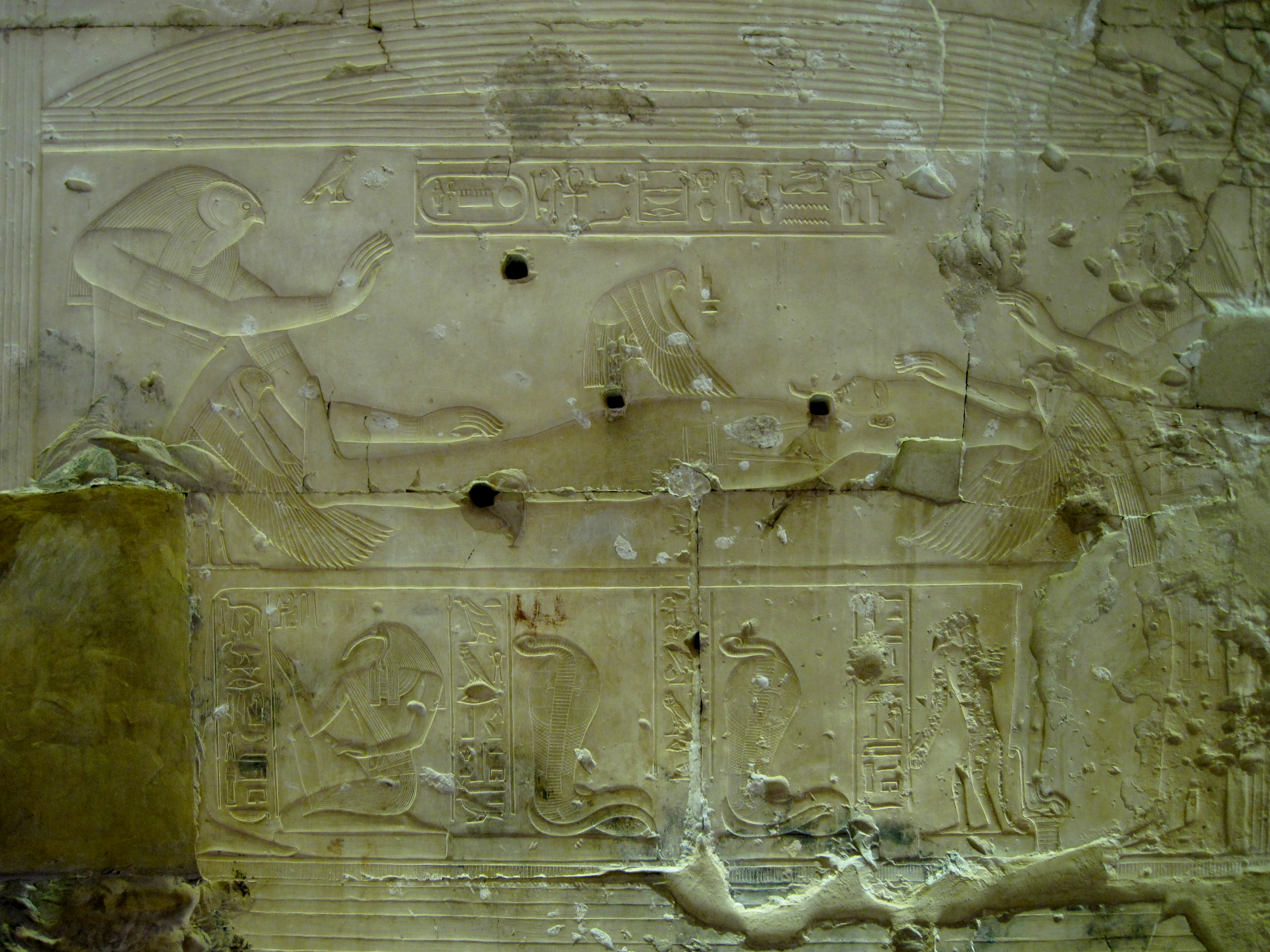
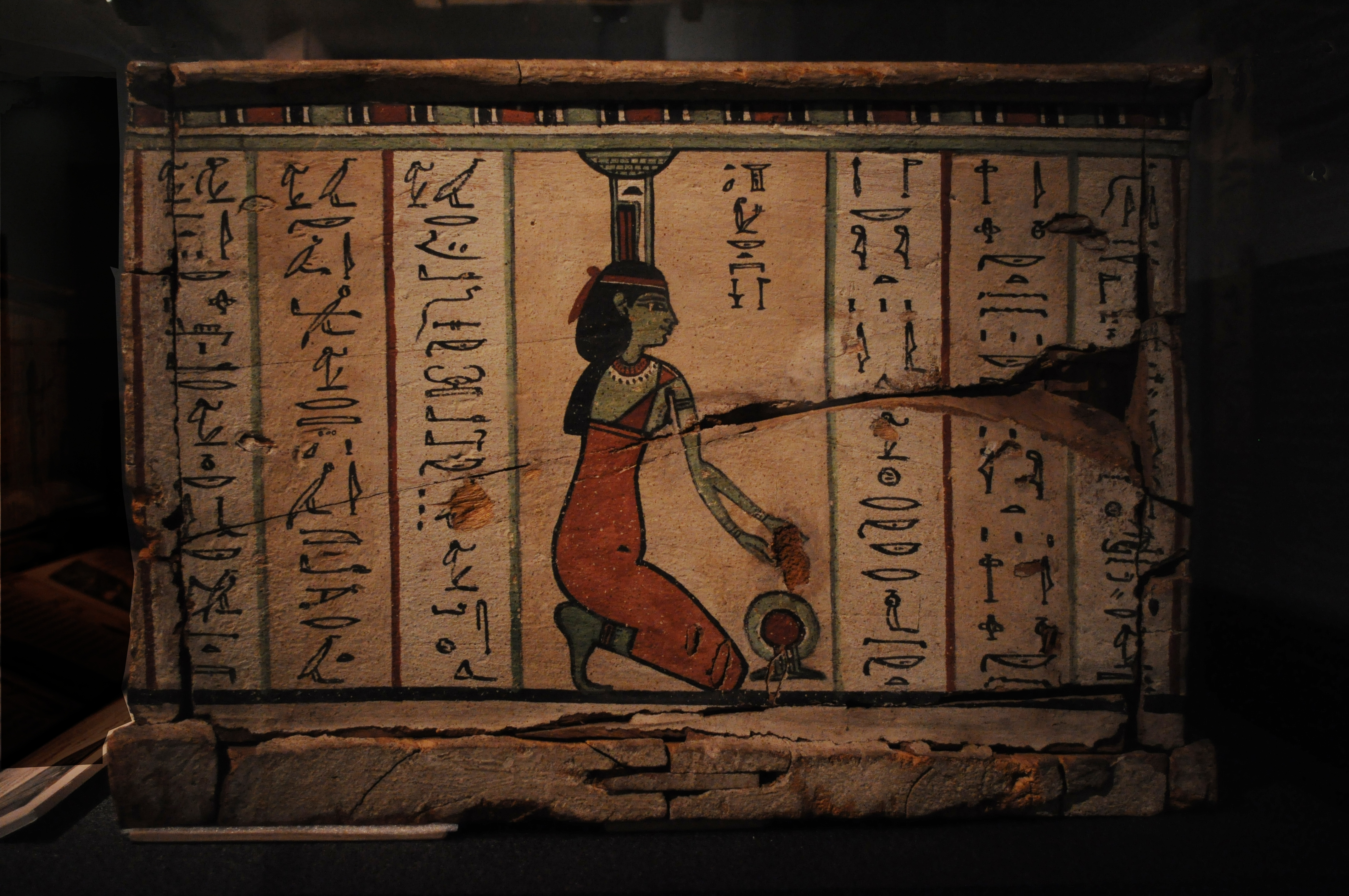
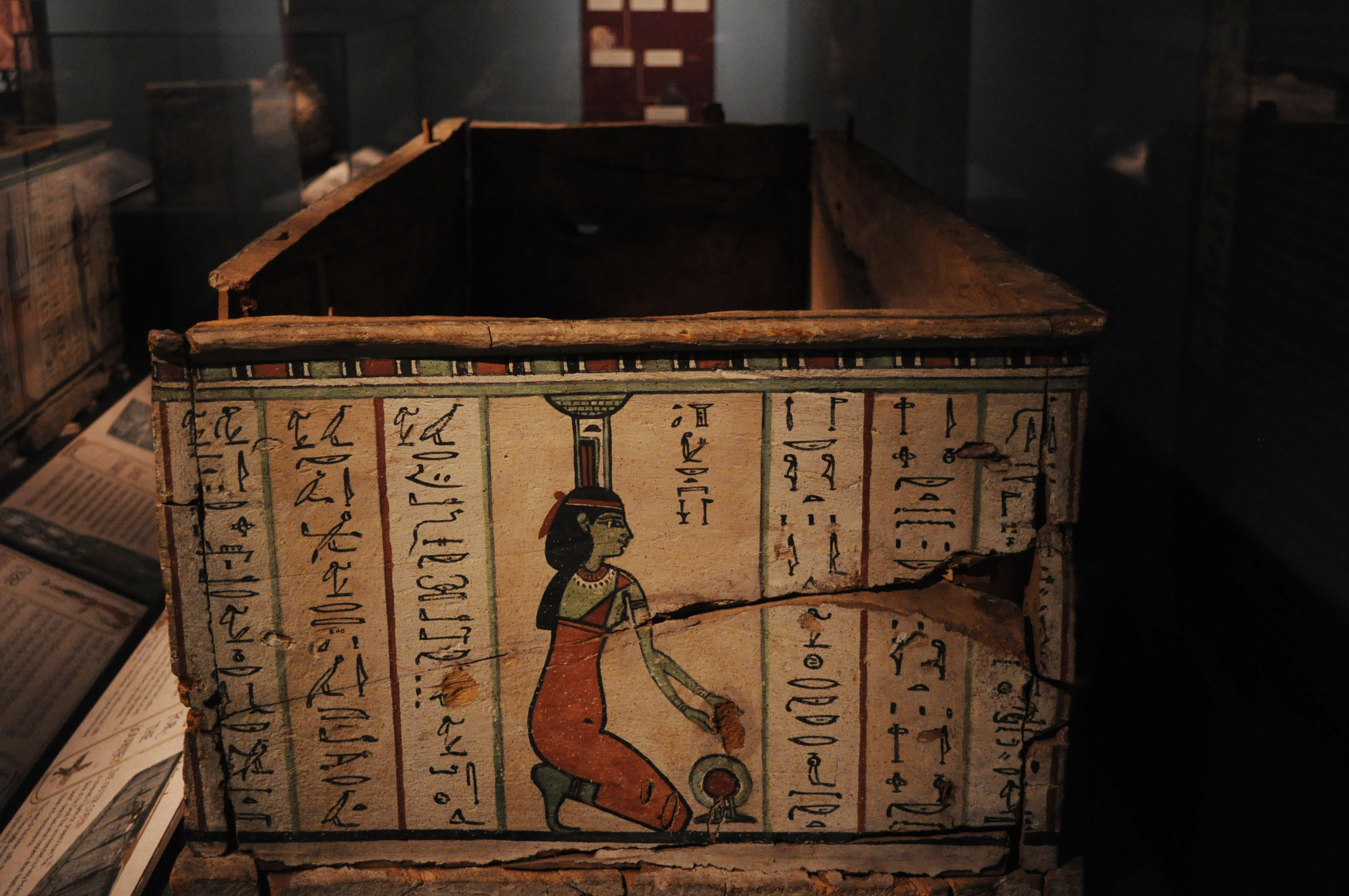
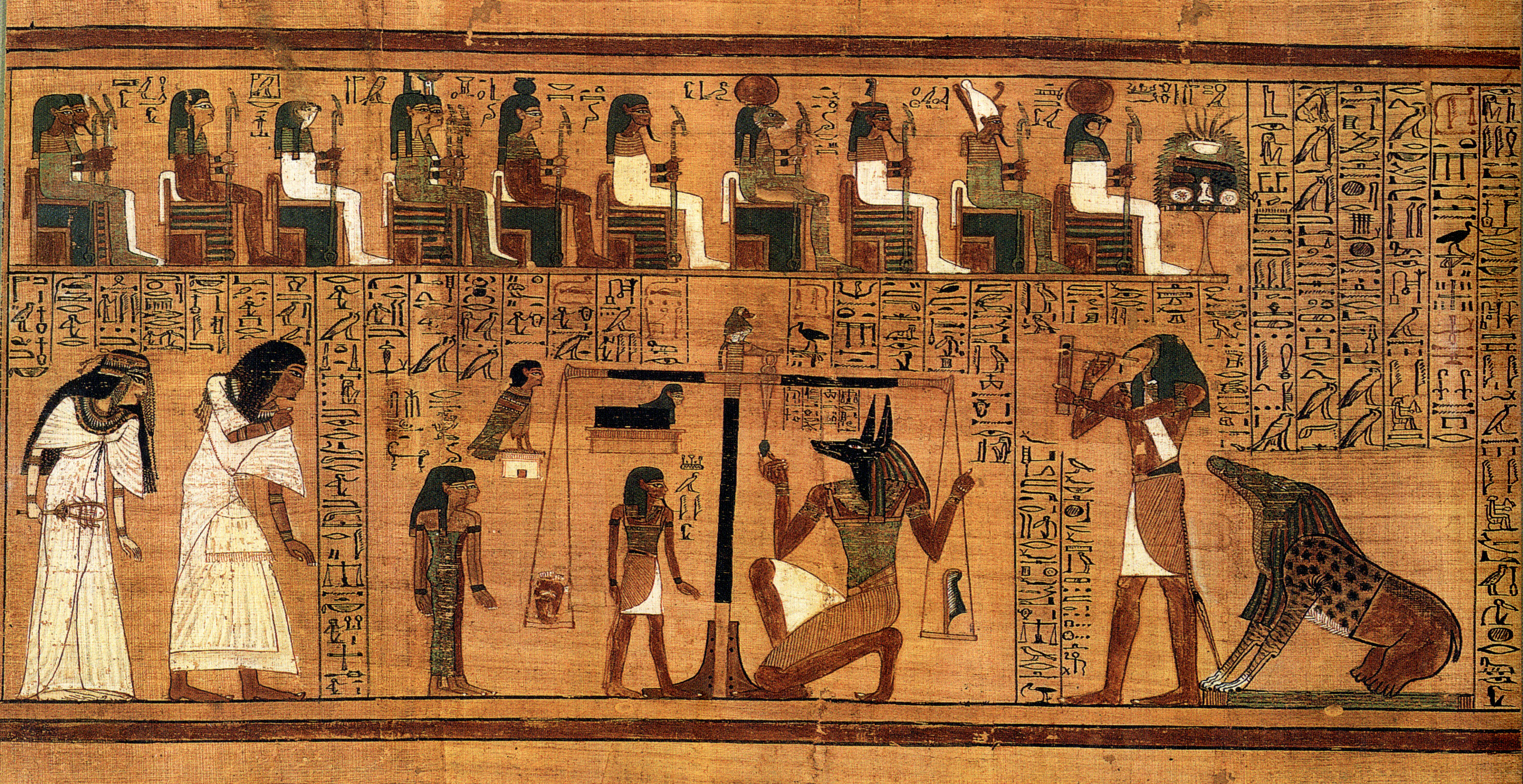
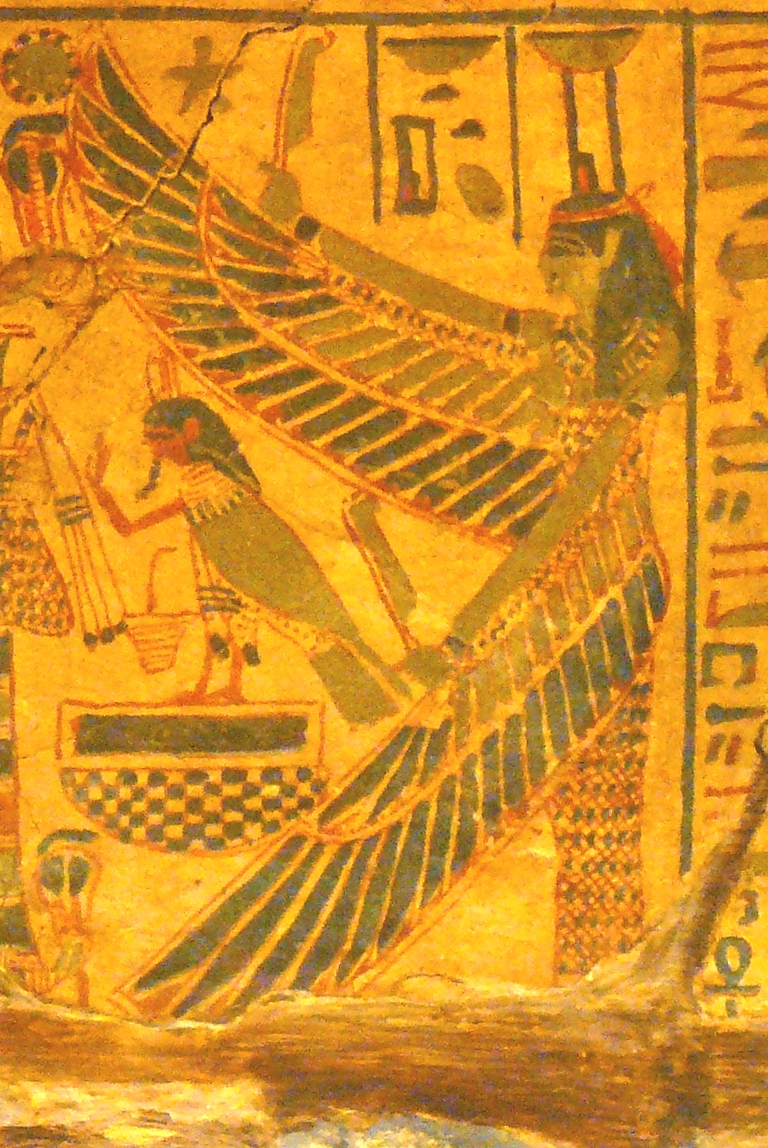
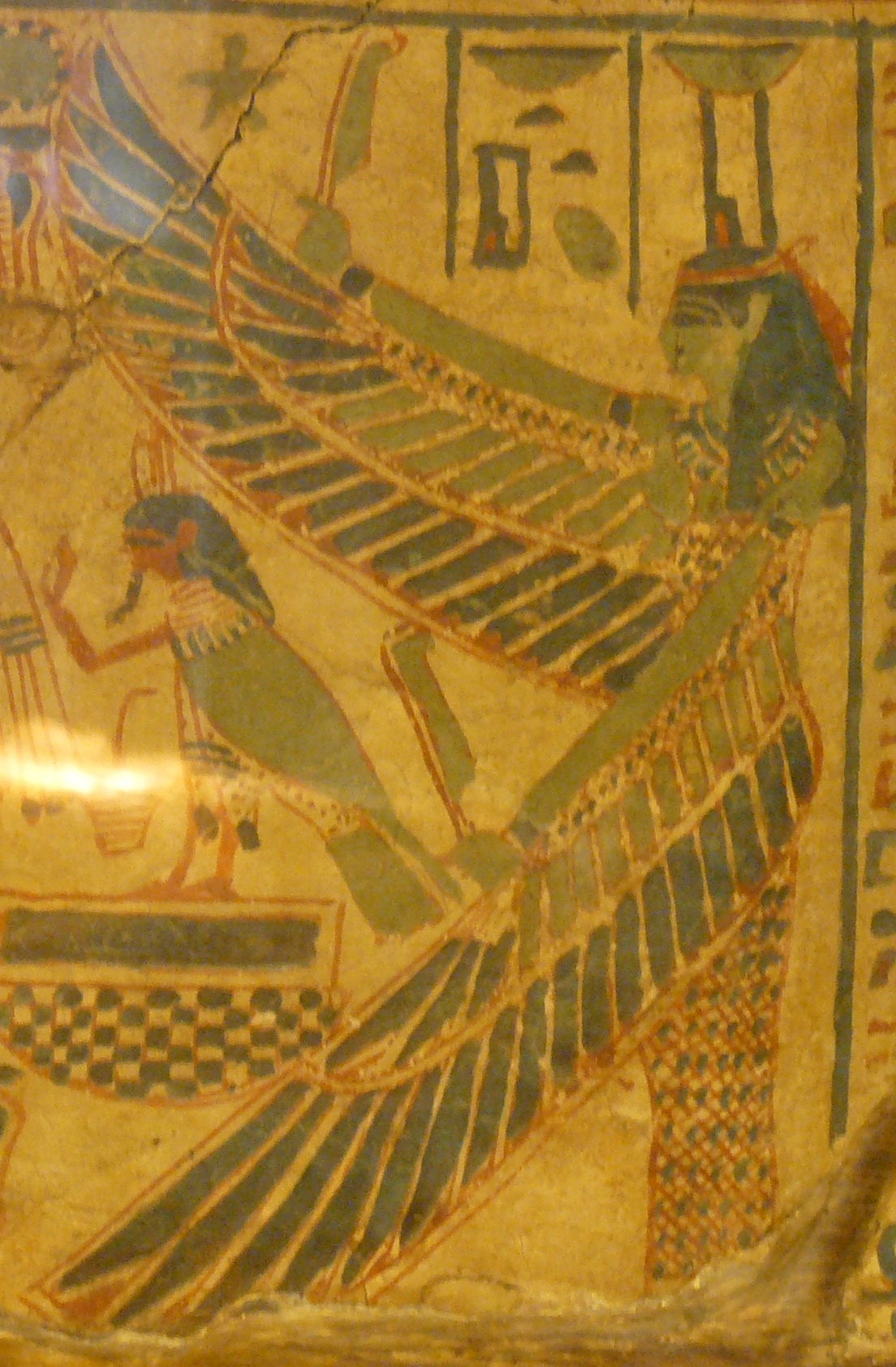